# サフォード (アリゾナ州)
サフォード（英: Safford、西アパッチ語: Ichʼįʼ Nahiłtį́į́）は、アメリカ合衆国アリゾナ州グレアム郡の都市であり、同郡の郡庁所在地である。2010年の国勢調査では人口9,566人だった。
サフォード市はグレアム郡と東にあるグリーンリー郡を含むサフォード小都市圏の主要都市である。

## 歴史
サフォードの町は州内南西部のヒラベンド町から来たジョシュア・イートン・ベイリー、ハイラム・ケネディ、エドワード・タトルが設立した。1873年から1874年に掛けての冬にヒラベンドを出てきていた。その前の夏に出水によって、彼等が造っていた運河やダムが破壊されていた。1874年早々に到着すると、村人達が町の区画割りを行った。その中には幾つか原始的な建物もあった。
町の名は、アリゾナ準州知事アンソン・P・K・サフォードに因んで名付けられた。
サフォードは1901年10月10日に町として法人化され、1955年に市に変更された。

## 経済
市内の大手雇用主はフリーポート・マクモラン・カッパー・アンド・ゴールド、サフォード統合教育学区、ボウマン・コンサルティング・グループ、およびウォルマートである。近年フリーポート・マクモラン・カッパー・アンド・ゴールドが市の北で2つの新しい鉱業施設を創業しており、北アメリカでも最大の新しい鉱業生産所となっている。アリゾナ州刑務所複合施設サフォードとアメリカ合衆国矯正施設サフォードも多くの住人を雇用している。綿花を生産する農業が経済の主要部分を占めていると考えられ、市内にはコットン・ジンもある。

## 交通
市内を貨物鉄道のアリゾナ・イースタン鉄道が通っており、またサフォード地域空港がある。また、アリゾナ州交通省が州間高速道路10号線から北に伸びるアメリカ国道191号線を4車線道路に拡幅している。アリゾナ州交通省はまた、市の南を回るアメリカ国道70号線環状路を、スウィフト・トレイル・ジャンクションからサッチャーまで建設することも検討中である。

## 教育
サフォード統合教育学区が、サフォード市の全体と外郭部の幾らかを管轄している。近くにある東アリゾナ・カレッジが高等教育機関であり、アリゾナ大学農学部支所が市の東にある。
現在の東アリゾナ・カレッジは2年制コミュニティ・カレッジだが、州議会はこれを4年制教育機関に転換することを委員会に諮っている。
市内にはディスカバリー・パークもある。これは科学会館、小さな鉄道、修復されたソノラン水辺などのある特徴ある公的教育施設である。
サフォード市・グレアム郡図書館が、市民に、書籍、コンピュータ、無料教室、子供読み書き講座、および娯楽を提供している。グレアム郡、グリーンリー郡、ヒラ郡合わせて13,625人の市民が利用している。

## 地理
サフォードは北緯32度49分24秒 西経109度42分53秒 / 北緯32.82333度 西経109.71472度 (32.823266, -109.714613)に位置している。ピニャレーニョ山脈が町の南西に聳え立っている。ここには州内の山地でも最大の垂直な浮き彫りがある。
アメリカ合衆国国勢調査局に拠れば、市域全面積は8.6平方マイル (22 km2)であり、このうち陸地8.6平方マイル (22 km2)、水域は0.03平方マイル (0.078 km2)で水域率は0.18%である

### 気候
サフォードは温かい高地砂漠気候にあり、気象記録が採取されている農業センターでの標高が2,953フィート (900 m) と比較的低いためにアリゾナ州東部の大半よりも暑い。州都フェニックスとほぼ同じくらい高温に達することも多い。1月の平均最高気温は60°F (16 ℃) であり、最低気温は29°F (-2 ℃) である。7月の平均最高気温は98°F (37 ℃) であり、最低気温は68°F (20 ℃) である。年間平均降水量は9.8インチ (250 mm) ほどであり、積雪は極めて希である。平均降雪量は0.8インチ (2 cm) だが、中央値はゼロである。
| サフォードの気候                                      | サフォードの気候 | サフォードの気候 | サフォードの気候 | サフォードの気候 | サフォードの気候 | サフォードの気候 | サフォードの気候 | サフォードの気候 | サフォードの気候 | サフォードの気候 | サフォードの気候 | サフォードの気候 | サフォードの気候 |
| 月                                                    | 1月              | 2月              | 3月              | 4月              | 5月              | 6月              | 7月              | 8月              | 9月              | 10月             | 11月             | 12月             | 年               |
| ----------------------------------------------------- | ---------------- | ---------------- | ---------------- | ---------------- | ---------------- | ---------------- | ---------------- | ---------------- | ---------------- | ---------------- | ---------------- | ---------------- | ---------------- |
| 最高気温記録 °F （°C）                                | 79 (26)          | 82 (28)          | 97 (36)          | 100 (38)         | 108 (42)         | 114 (46)         | 113 (45)         | 108 (42)         | 107 (42)         | 100 (38)         | 89 (32)          | 78 (26)          | 114 (46)         |
| 平均最高気温 °F （°C）                                | 60.2 (15.7)      | 65.3 (18.5)      | 71.2 (21.8)      | 79.6 (26.4)      | 88.7 (31.5)      | 98.3 (36.8)      | 98.4 (36.9)      | 96.1 (35.6)      | 92.1 (33.4)      | 82.1 (27.8)      | 69.2 (20.7)      | 60.2 (15.7)      | 80.1 (26.7)      |
| 平均最低気温 °F （°C）                                | 29.0 (−1.7)      | 32.7 (0.4)       | 37.7 (3.2)       | 43.1 (6.2)       | 51.5 (10.8)      | 60.7 (15.9)      | 67.9 (19.9)      | 66.4 (19.1)      | 59.3 (15.2)      | 47.2 (8.4)       | 34.9 (1.6)       | 28.6 (−1.9)      | 46.6 (8.1)       |
| 最低気温記録 °F （°C）                                | 9 (−13)          | 9 (−13)          | 16 (−9)          | 26 (−3)          | 28 (−2)          | 39 (4)           | 48 (9)           | 47 (8)           | 37 (3)           | 23 (−5)          | 15 (−9)          | 7 (−14)          | 7 (−14)          |
| 雨量 inch （mm）                                      | 0.74 (18.8)      | 0.78 (19.8)      | 0.61 (15.5)      | 0.22 (5.6)       | 0.27 (6.9)       | 0.31 (7.9)       | 1.45 (36.8)      | 1.72 (43.7)      | 1.12 (28.4)      | 1.10 (27.9)      | 0.56 (14.2)      | 0.91 (23.1)      | 9.79 (248.6)     |
| 平均降雨日数 （≥0.01 inch）                           | 5.0              | 4.8              | 4.5              | 2.1              | 2.2              | 2.2              | 7.8              | 8.0              | 5.3              | 4.4              | 3.5              | 5.1              | 54.9             |
| 出典：National Oceanic and Atmospheric Administration |                  |                  |                  |                  |                  |                  |                  |                  |                  |                  |                  |                  |                  |

## 人口動態
以下は2010年の国勢調査による人口統計データである。
| 基礎データ - 人口: 9,566 人 - 世帯数: 3,385 世帯 - 家族数: 2,358 家族 - 人口密度: 429.5人/km2（1,112.3 人/mi2） - 住居数: 3,908 軒 - 住居密度: 181.3軒/km2（454.4 軒/mi2） 人種別人口構成 - 白人: 81.4% - アフリカン・アメリカン: 1.2% - ネイティブ・アメリカン: 1.6% - アジア人: 0.9% - 太平洋諸島系: 0.1% - その他の人種: 11.1% - 混血: 3.7% - ヒスパニック・ラテン系: 43.6% | 年齢別人口構成 - 18歳未満: 30.0% - 18-24歳: 10.8% - 25-44歳: 23.6% - 45-64歳: 21.0% - 65歳以上: 14.6% - 年齢の中央値: 32歳 - 性比（女性100人あたり男性の人口） - 総人口: 94.2 - 18歳以上: 90.2 世帯と家族（対世帯数） - 18歳未満の子供がいる: 33.4% - 結婚・同居している夫婦: 46.0% - 未婚・離婚・死別女性が世帯主: 17.5% - 非家族世帯: 30.3% - 単身世帯: 26.0% - 65歳以上の老人1人暮らし: 11.7% - 平均構成人数 - 世帯: 2.75人 - 家族: 3.31人 | 収入と家計（2000年データ） - 収入の中央値 - 世帯: 29,899米ドル - 家族: 36,696米ドル - 性別 - 男性: 35,915米ドル - 女性: 20,138米ドル - 人口1人あたり収入: 14,052米ドル - 貧困線以下 - 対人口: 17.3% - 対家族数: 13.9% - 18歳未満: 26.5% - 65歳以上: 10.5% |

## 公衆安全
サフォード市にはサフォード警察署がある。さらにグレアム郡保安官事務所も警察機能がある。
消防活動はサフォード・ボランティア消防署が担当している。1907年8月7日に所長1人とボランティア7人で組織化された。現在はボランティアが27人になっている。年間200回以上の呼び出しに対応している。対象範囲は市内5平方マイル (13 km2) と、市の郊外部  110 平方マイル (280 km2) である。

## 天文台

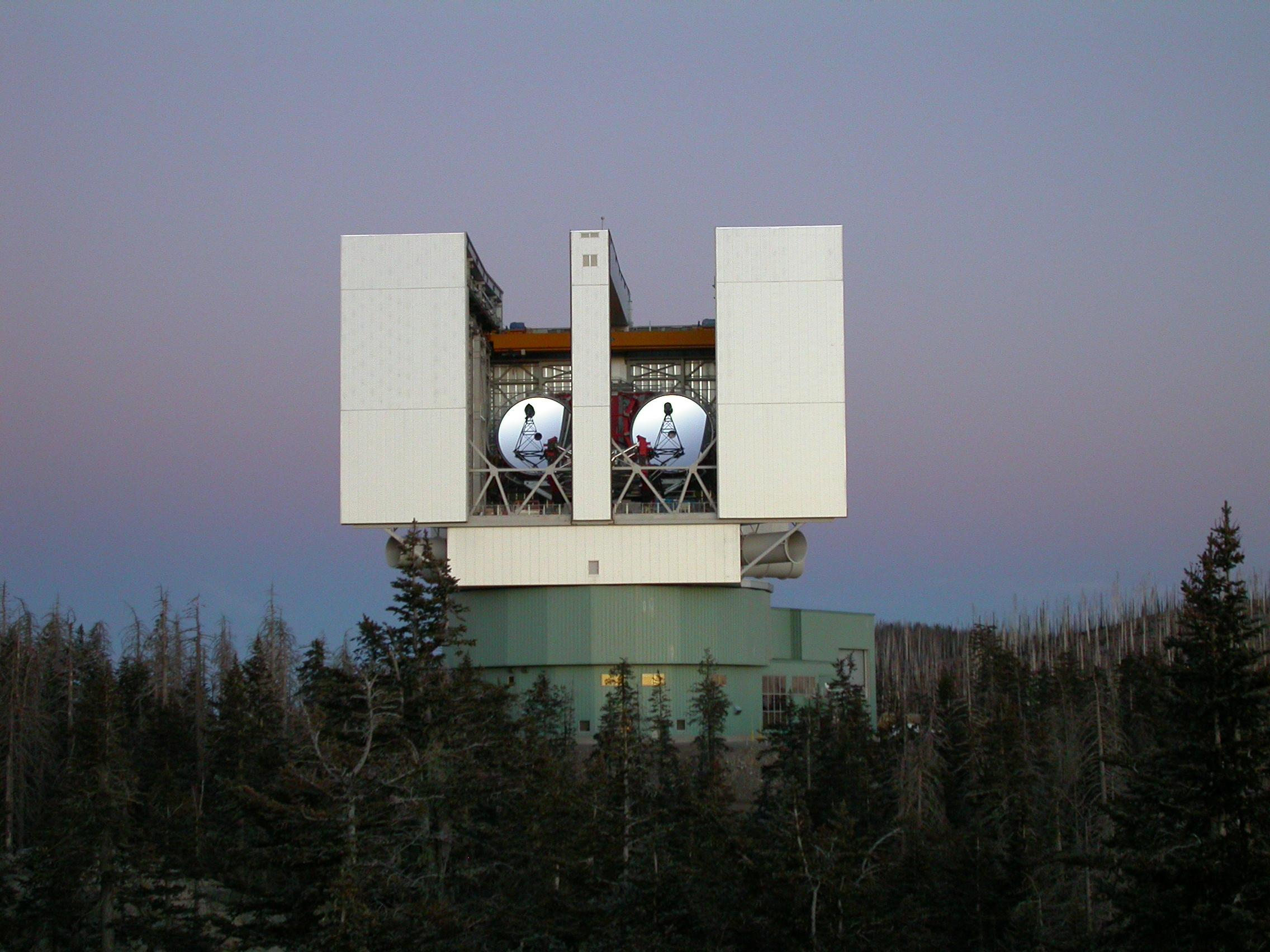
大双眼望遠鏡

サフォードは比較的孤立した位置にあるので、天文台を置く好立地として選定されてきた。市の南西の山頂にある天文台が撮影する画像の質を改善するため、サフォードと西隣のサッチャーの街灯は低出力のものになっている。郡の名前の元になったグレアム山が市の南西数マイルにある。この山にはグレアム山国際天文台と、世界最大の大双眼望遠鏡がある。この山にはバチカン先進技術望遠鏡もある。またハインリヒ・ヘルツ・サブミリ波望遠鏡もある。グレアム山国際天文台はアリゾナ大学が運営している。

## 大衆文化の中で
1985年のアルバート・ブルックスによる喜劇映画『Lost In America』では、サフォードが舞台になった。また作家ジム・W・コールマンの著作『オーメン』でも舞台に使われている。

## 著名な出身者
- D・J・カラスコ — メジャーリーグベースボール選手、2006年には福岡ソフトバンクホークスに在籍
- エリオット・ジョンソン — メジャーリーグベースボール選手、アトランタ・ブレーブス